# Río Bang Pakong
El Bang Pakong ( en tailandés: แม่น้ำบางปะกง, RTGS: Maenam Bang Pakong, es un río en el este de Tailandia. El río se origina en la confluencia del río Phra Prong y el río Hanuman cerca de Kabin Buri, provincia de Prachinburi. Desemboca después de 231 km en el golfo de Tailandia en el extremo noreste de la bahía de Bangkok. La cuenca del Bang Pakong tiene unos 17 000 km². El río alimenta una central eléctrica cerca de su desembocadura, cerca de la autopista 7.
Para proteger a los delfines del Irrawaddy, las autoridades han persuadido a los pescadores del río Bang Pakong para que dejen de pescar camarones y se han modificado de 30 a 40 barcos de pesca para que puedan ofrecer recorridos turísticos con delfines.
Los asentamientos Dvaravati incluyen Muang Phra Rot, Dong Si Maha Pht, Dong Lakhon y Ban Khu Muang. Se han encontrado monedas Dvaravati en U-Tapao : 302, 309 

## Toponimia

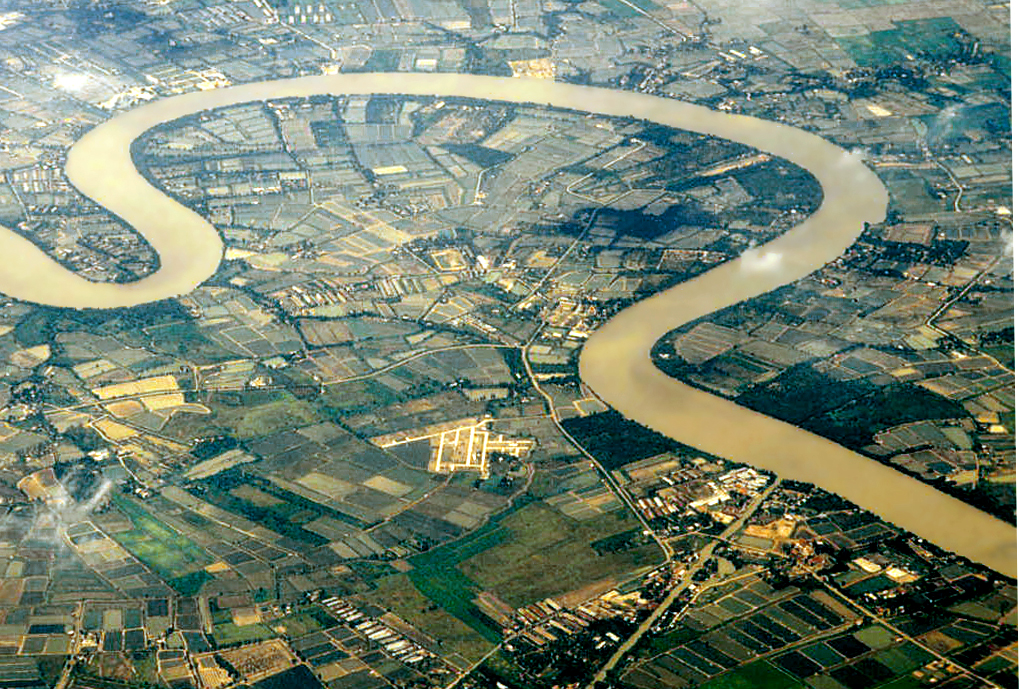
Vista aérea de un meandro del río

Se cree que su nombre "Bang Pakong" es una deformación de la palabra "Bang Mangkong" (บางมังกง), que significa "lugar de Mangkong", ya que "Mangong" es una palabra tailandesa que significa siluro de bigotes largos (Mystus gulio), una especie de siluro de agua salobre que solía encontrarse en este río.
Este nombre se menciona en el poema de Sunthorn Phu Nirat Mueang Klaeng (นิราศเมืองแกลง, "viaje a Klaeng") desde principios del periodo Rattanakosin.
De todos modos, también se propone que el nombre puede tener un origen jémer como mezcla de "Bang" en tailandés, que significa "comunidad de estuarios", y la palabra "Bongkong" (បង្កង) en jemer que significa "langostino". En general, significa "el río lleno de langostinos".
El río se conoce localmente en la provincia de Chachoengsao como río Jolo (แม่น้ำโจ้โล้, chino: 尖吻河, pinyin: jiān wěn hé), del nombre teochew del barramundi (Lates calcarifer) por la abundancia de esta especie de pez. Entre los templos famosos a lo largo del río están Wat Pak Nam Jolo y Wat Sothonwararam.

## Afluentes
- Río Nakhon Nayok